# Saison 2 de Reine du Sud
Chronologie
Saison 1 Saison 3
Cet article présente le guide des épisodes de la deuxième saison de la série télévisée américaine Reine du Sud (Queen of the South).

## Généralités
- Aux États-Unis, la saison a été diffusée du 8 juin au 31 août 2017 sur le réseau USA Network.
- Au Canada, la saison a été diffusée du 18 juillet au 10 octobre 2017 sur Bravo!.

## Distribution

### Acteurs principaux
- Alice Braga (VF : Alice Taurand) : Teresa Mendoza
- Hemky Madera (en) (VF : Stéphane Bazin) : Pote Galvez
- Veronica Falcon (VF : Marie Vincent) : Camila Vargas
- Peter Gadiot (VF : Franck Lorrain) : James Valdez
- Jon-Michael Ecker (en) (VF : Damien Ferrette) : Güero « El Güero » Davila
- Ximena Duque : Eva
- Michel Duval : Enrique "Kique" Jiménez

### Acteurs récurrents
- James Martinez : Gato Fierros
- Joaquim de Almeida (VF : Patrick Messe) : Don Epifanio Vargas
- Carlos Gómez : Javier Acosta
- Mark Consuelos (VF : Sylvain Agaësse) : Teo Aljarafe
- Rafael Amaya : Aurelio Casillas
- Sandy Valles (VF : Zina Khakoulia) : Isabella Vargas, fille de Camila et Epifanio

## Épisodes

### Épisode 1:Le Corps du Christ
- États-Unis : 8 juin 2017 sur USA Network[1]
- Canada : 18 juillet 2017 sur Bravo![2].
- Québec : 31 mai 2018 sur Séries+
- France : 31 mai 2018 sur Netflix
- Suisse : 26 août 2018 sur RTS Un

- États-Unis : 1,25 million de téléspectateurs[3] (première diffusion)

### Épisode 2:Dieu et l'avocat
- États-Unis : 15 juin 2017 sur USA Network
- Canada : 25 juillet 2017 sur Bravo!
- France : 31 mai 2018 sur Netflix
- Québec : 7 juin 2018 sur Séries+
- Suisse : 26 août 2018 sur RTS Un

- États-Unis : 1,27 million de téléspectateurs[4] (première diffusion)

### Épisode 3:Un pacte avec le diable
- États-Unis : 22 juin 2017 sur USA Network
- Canada : 1er août 2017 sur Bravo!
- France : 31 mai 2018 sur Netflix
- Québec : 14 juin 2018 sur Séries+
- Suisse : 26 août 2018 sur RTS Un

- États-Unis : 1,08 million de téléspectateurs[5] (première diffusion)

### Épisode 4:Le Baiser de Judas
- États-Unis : 29 juin 2017 sur USA Network
- Canada : 8 août 2017 sur Bravo!
- France : 31 mai 2018 sur Netflix
- Québec : 21 juin 2018 sur Séries+
- Suisse : 2 septembre 2018 sur RTS Un

- États-Unis : 900 000 téléspectateurs[6] (première diffusion)

### Épisode 5:L'Aube de la Bolivie
- États-Unis : 6 juillet 2017 sur USA Network
- Canada : 15 août 2017 sur Bravo!
- France : 31 mai 2018 sur Netflix
- Québec : 28 juin 2018 sur Séries+
- Suisse : 2 septembre 2018 sur RTS Un

- États-Unis : 1,11 million de téléspectateurs[7] (première diffusion)

### Épisode 6:Le Chemin de la mort
- États-Unis : 13 juillet 2017 sur USA Network
- Canada : 22 août 2017 sur Bravo!
- France : 31 mai 2018 sur Netflix
- Québec : 5 juillet 2018 sur Séries+
- Suisse : 9 septembre 2018 sur RTS Un

- États-Unis : 1,10 million de téléspectateurs[8] (première diffusion)

### Épisode 7:Le Prix de la foi
- États-Unis : 20 juillet 2017 sur USA Network
- Canada : 29 août 2017 sur Bravo!
- France : 31 mai 2018 sur Netflix
- Québec : 12 juillet 2018 sur Séries+
- Suisse : 9 septembre 2018 sur RTS Un

- États-Unis : 1,18 million de téléspectateurs[9] (première diffusion)

### Épisode 8:Vider l'océan à la petite cuillère
- États-Unis : 27 juillet 2017 sur USA Network
- Canada : 5 septembre 2017 sur Bravo!
- France : 31 mai 2018 sur Netflix
- Québec : 19 juillet 2018 sur Séries+
- Suisse : 16 septembre 2018 sur RTS Un

- États-Unis : 1,16 million de téléspectateurs[10] (première diffusion)

### Épisode 9:Seul l'amour maternel
- États-Unis : 3 août 2017 sur USA Network
- Canada : 12 septembre 2017 sur Bravo!
- France : 31 mai 2018 sur Netflix
- Québec : 26 juillet 2018 sur Séries+
- Suisse : 16 septembre 2018 sur RTS Un

- États-Unis : 1,02 million de téléspectateurs[11] (première diffusion)

### Épisode 10:Faites entrer les clowns
- États-Unis : 10 août 2017 sur USA Network
- Canada : 19 septembre 2017 sur Bravo!
- France : 31 mai 2018 sur Netflix
- Québec : 2 août 2018 sur Séries+
- Suisse : 23 septembre 2018 sur RTS Un

- États-Unis : 1,18 million de téléspectateurs[12] (première diffusion)

### Épisode 11:La Nuit obscure de l'âme
- États-Unis : 17 août 2017 sur USA Network
- Canada : 26 septembre 2017 sur Bravo!
- France : 31 mai 2018 sur Netflix
- Québec : 9 août 2018 sur Séries+
- Suisse : 23 septembre 2018 sur RTS Un

- États-Unis : 1,24 million de téléspectateurs[13] (première diffusion)

### Épisode 12:Toutes les heures blessent
- États-Unis : 24 août 2017 sur USA Network
- Canada : 3 octobre 2017 sur Bravo!
- France : 31 mai 2018 sur Netflix
- Québec : 16 août 2018 sur Séries+
- Suisse : 30 septembre 2018 sur RTS Un

- États-Unis : 1,24 million de téléspectateurs[14] (première diffusion)

### Épisode 13:La dernière tue
- États-Unis : 31 août 2017 sur USA Network
- Canada : 10 octobre 2017 sur Bravo!
- France : 31 mai 2018 sur Netflix
- Québec : 23 août 2018 sur Séries+
- Suisse : 30 septembre 2018 sur RTS Un

- États-Unis : 1,33 million de téléspectateurs[15] (première diffusion)